# アムール湾横断橋

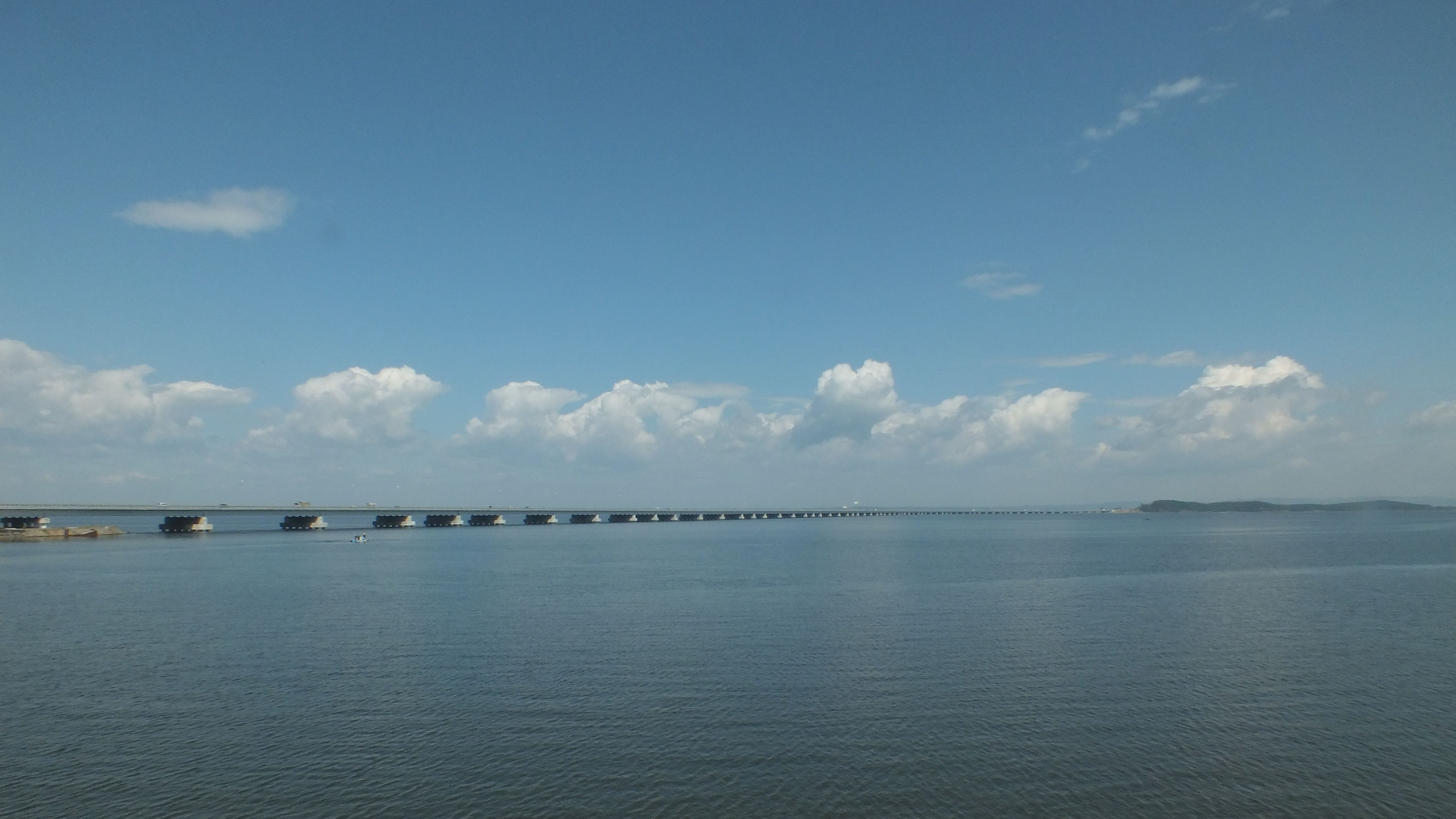
アムール湾横断橋（ロシア・ウラジオストク）

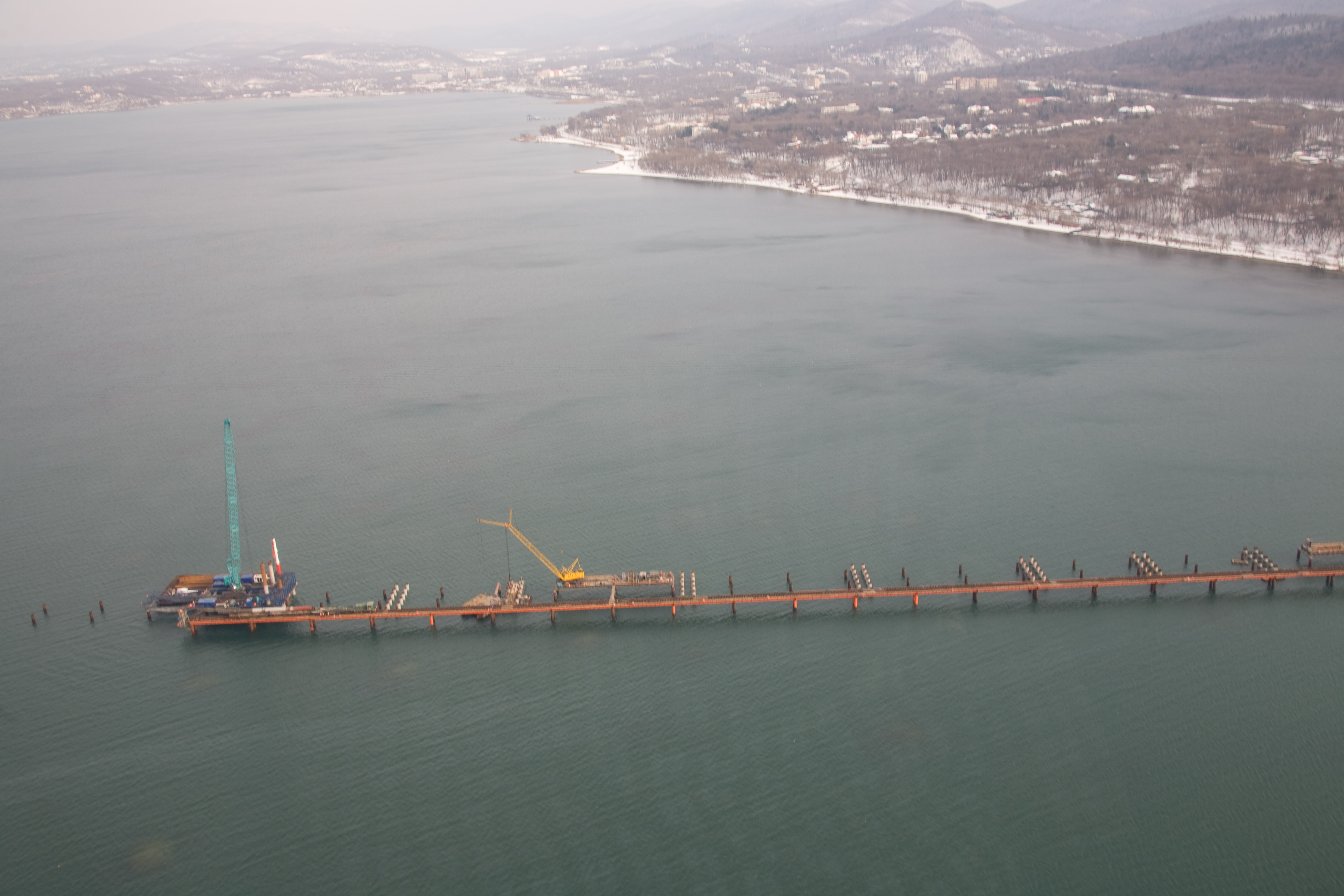
デ・フリス半島側からアムール湾上で建設が進むアムール湾横断橋

アムール湾横断橋（ロシア語: Мост через Амурский залив）は海水面から数メートルの位置に建設されているのでニスカヴォドヌイ橋（ニスカヴォドヌイはし、ロシア語: Низководный мост＝低水橋＝沈下橋）ともあだ名され、ロシア連邦共和国沿海地方ウラジオストクのアムール湾（Amur Bay）にかかる桁橋で、当時ロシアで三番目に長い橋であった。

## 概要
アムール湾横断橋は、ルースキー島連絡橋・黄金橋と共に、2012年APECサミットに向けた三本の架橋プロジェクトのひとつであった。
この橋の建設は2009年11月に始まり、全長は4,800メートルで、橋の始点・終点のインターチェンジ間は4,380メートル。桁橋で、スパンは80個になった。開通は2012年8月11日に行われた。
アムール湾横断橋はロシア連邦道路A370（ハバロフスク～ウラジオストク）の新路線になっていて、デ=フリースとセダンカを結び、旧来の路線より時間の節約になる。